# NGC 5305
NGC 5305 est une vaste galaxie spirale barrée située dans la constellation des Chiens de chasse. Sa vitesse par rapport au fond diffus cosmologique est de 5 849 ± 14 km/s, ce qui correspond à une distance de Hubble de 86,3 ± 6,0 Mpc (∼281 millions d'al). NGC 5305 a été découverte par l'astronome germano-britannique William Herschel en 1787.
La classe de luminosité de NGC 5305 est II et elle présente une large raie HI. Selon la base de données Simbad, NGC 5305 est une galaxie LINER, c'est-à-dire une galaxie dont le noyau présente un spectre d'émission caractérisé par de larges raies d'atomes faiblement ionisés.
En raison d'une brillance de surface égale à 14,14 mag/am2, on peut qualifier NGC 5305 de galaxie à faible brillance de surface (LSB en anglais pour low surface brightness). Les galaxies LSB sont des galaxies diffuses (D) avec une brillance de surface inférieure de moins d'une magnitude à celle du ciel nocturne ambiant.
À ce jour, trois mesures non basées sur le décalage vers le rouge (redshift) donnent une distance de 99,833 ± 1,930 Mpc (∼326 millions d'al), ce qui est à l'intérieur des valeurs de la distance de Hubble. Notons que c'est avec la valeur moyenne des mesures indépendantes, lorsqu'elles existent, que la base de données NASA/IPAC calcule le diamètre d'une galaxie et qu'en conséquence le diamètre de NGC 5305 pourrait être d'environ 42,8 kpc (∼140 000 al) si on utilisait la distance de Hubble pour le calculer.